# Ensdorf (Saar)
Ensdorf ist eine Gemeinde im Landkreis Saarlouis, Saarland. Ensdorf liegt am rechten Ufer der Saar.

## Geschichte
Steinbeilfunde belegen, dass im Gebiet der heutigen Gemeinde Ensdorf schon etwa 2000–1000 v. Chr. Menschen gelebt oder zumindest aufgehalten haben. Der Ortsname Ensdorf leitet sich vermutlich von dem keltischen Wort „Anisa“ für „Sumpf“ ab. Gemeint wäre hier also eine sumpfige Ortslage am Ufer der Saar.
Reste von Heerstraßen, das ehemalige römische Kastell in Pachten und die fruchtbare Ebene mit der Lisdorfer Au zeugen von einer, zumindest in den ersten Jahrhunderten, starken Fluktuation. Gute Handwerker und fruchtbare Äcker sowie die Saar mit ihrem Fischreichtum und der Möglichkeit zur Lastenschifffahrt waren Gründe für eine Ansiedlung.
Erstmals erwähnt wird der Ort in einem Schutzbrief Papst Alexanders III. vom 11. April 1179, in dem er den Besitz der Abtei Wadgassen bestätigte, darunter ein „Allodium Boemundi“, das in „Enstorff“ gelegen war. Man geht davon aus, dass ein Mann mit dem Namen Boemund der Abtei Wadgassen dieses Gut vererbt oder geschenkt hat. Erst ab dem 17. Jahrhundert ist der heutige Name Ensdorf einheitlich dokumentiert. Ende des 17. Jahrhunderts entwickelte sich das dörfliche Leben in der Gemeinde verstärkt auf die Landwirtschaft und das Handwerk hin.
Ensdorf gehörte zum Herzogtum Lothringen. Seit dem Frieden von Rijswijk gehörte es de facto und seit dem Vertrag von Paris (1718) de jure zu einer französischen Exklave um die Festungsstadt Saarlouis. Ab 1801 war es dem Kanton Saarlouis im Département Moselle zugeordnet. Nach den Napoleonischen Kriegen kam das Gebiet im Zweiten Pariser Frieden 1815 zur Preußischen Rheinprovinz, die wiederum 1871 im Deutschen Reich aufging.

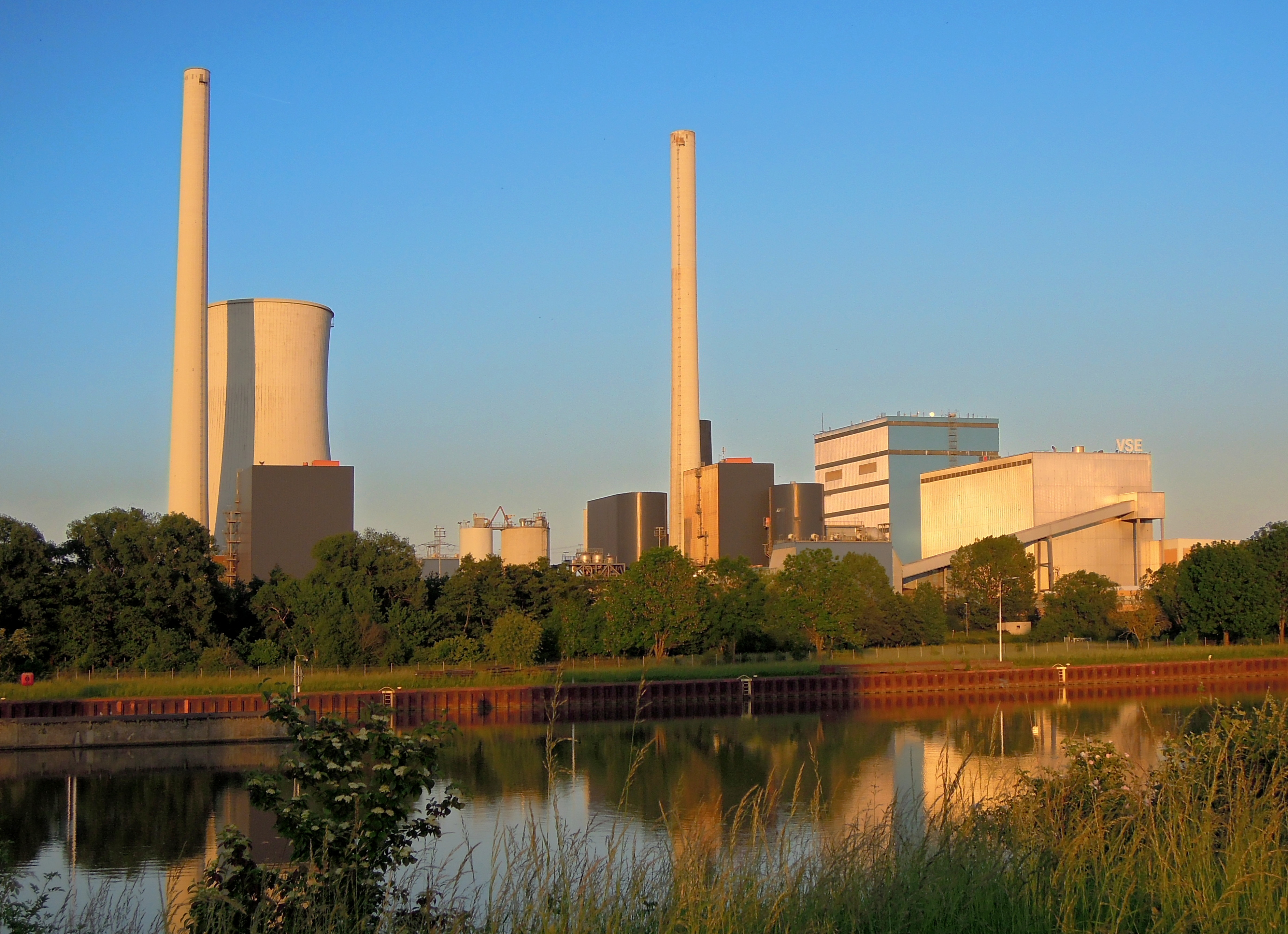
Kraftwerk Ensdorf

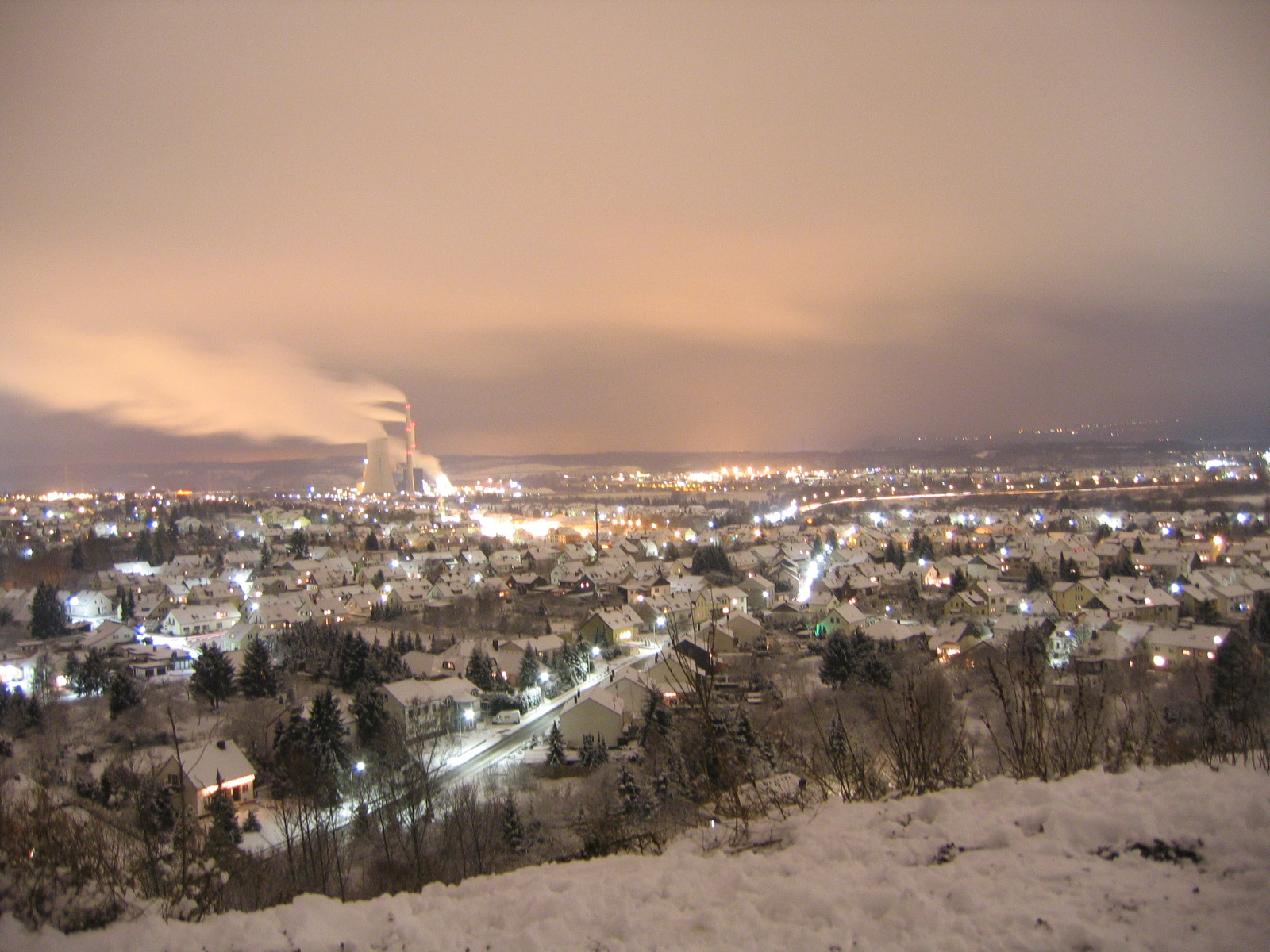
Ensdorf bei Nacht

Im 19. Jahrhundert entwickelte sich die Gemeinde innerhalb kurzer Zeit vom reinen Agrardorf zum Handwerks-, Handels- und Industrieort. Ihre Bedeutung wird durch die ehemals leistungsfähigste Grube Europas, die Grube Duhamel, das Kraftwerk der VSE AG und die zahlreichen mittelständischen Betriebe unterstrichen.
Am 1. Januar 1974 wurde Ensdorf aufgrund einer Gebietsreform zunächst Schwalbach/Saar zugeordnet. Die Bürger konnten dies jedoch durch ihre massiven Proteste rückgängig machen. Seit dem 1. Januar 1982 ist Ensdorf wieder eine selbständige Gemeinde im Landkreis Saarlouis.

## Politik

### Gemeinderat
Der Gemeinderat mit 27 Sitzen setzt sich nach der Kommunalwahl vom 9. Juni 2024 wie folgt zusammen:
- CDU:           11 Sitze (±0)
- SPD:            8 Sitze (+1)
- Grüne:          2 Sitze (−2)
- Freie Wähler:   5 Sitze (+1)
- Linke:          1 Sitz (±0)

### Bürgermeister
- 1816–1849: Philipp Müller
- 1850–1851: Mathias Mungen
- 1851–1857: Jakob Schwan
- 1857–1880: Georg Sarg
- 1880: Herr Pohl
- 1880–1885: Major Minor
- 1885–1892: Herr Karitta
- 1892: Christoph Röner
- 1893–1896: Michel Pohl
- 1897–1919: Wilhelm John
- 1919–1934: Max Ruff
- 1935–1945: Heinrich Zell, NSDAP
- 1945–1946: Michel Schmitt, SPD, (kommissarisch)
- 1946–1948: Wilhelm Motsch
- 1948–1955: Benedikt Ochs
- 1955–1956: Josef Puff
- 1956–1960: Josef Becker, CDU
- 1960–1974: Franz-Josef Schleimer, SPD
- 1974–1982: Edgar Spies, CDU, (Ortsvorsteher zur Zeit der Großgemeinde Schwalbach)
- 1982–1996: Alfons Schorr, CDU
- 1996–2012: Thomas Hartz, CDU
- 2012–2019: Hartwin Faust, CDU
- seit 2019: Jörg Wilhelmy, (parteilos)

### Gemeindepartnerschaften
Ensdorf unterhält eine offizielle Partnerschaft mit den französischen Gemeinden Wizernes und Hallines sowie eine Freundschaft mit der bayerischen Gemeinde Ensdorf (Oberpfalz).

### Wappen
Das Wappen der Gemeinde Ensdorf zeigt über dem silbernen Wellenschildfluss in rotem Feld eine silberne heraldische Lilie, schwebend über goldenem Schlägel und Eisen, woraus nach links und rechts je ein silberner Blitz ausstrahlt. Die silberne Welle will andeuten, dass Ensdorf an der Saar liegt und mit ihr funktionell verbunden ist. Da auf dem Gemeindebann als wichtigstes Industrieunternehmen die Grube Ensdorf steht, deren Leistung an der Spitze des westeuropäischen Steinkohlenbergbaues lag, nimmt das bergmännische Zeichen Schlägel und Eisen im Wappenschild eine zentrale Position ein; dass es in Gold erscheint, soll noch einmal in der farblichen Betonung die wirtschaftliche Bedeutung des Bergbaues für Ensdorf unterstreichen. Die Blitze weisen auf das Kraftwerk Ensdorf hin. Die silberne Lilie ist ein Mariensymbol und bezieht sich darauf, dass Ensdorf bis 1581 zur Abtei Wadgassen gehörte, dessen Kirche der Mutter Gottes geweiht war. Die Lilie ist auch ein Symbol der französischen Könige und verdeutlicht die historische Verbundenheit mit Frankreich durch die ehemalige Zugehörigkeit zum Bann Saarlouis. Da der Ort nach 1581 zum Herzogtum Lothringen kam, erscheinen im Wappen Silber, Rot und Gold als Farben der Herzöge von Lothringen.
Das Wappen wurde am 22. November 1963 verliehen.

## Kultur und Sehenswürdigkeiten

### Bauwerke

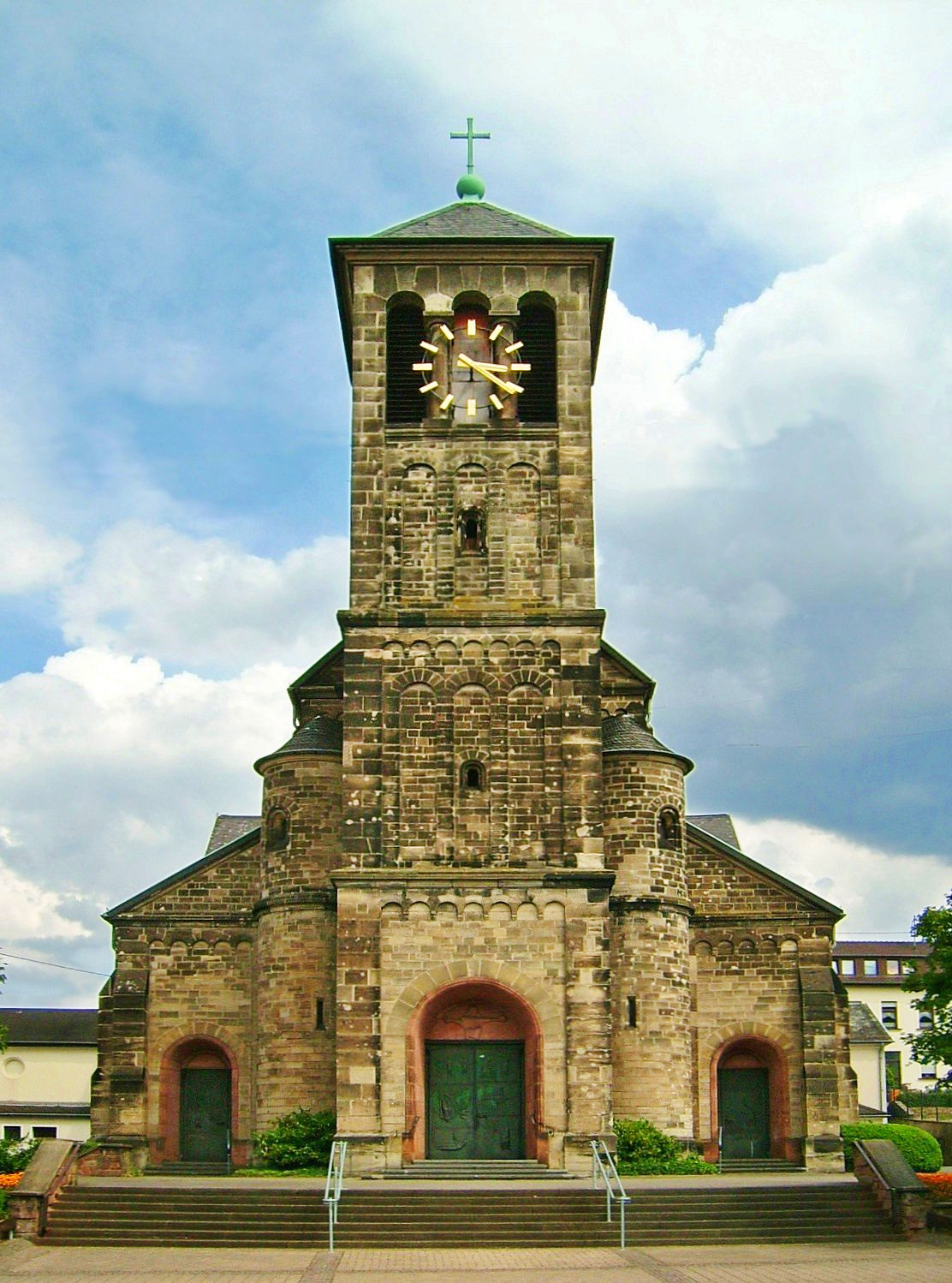
Katholische Pfarrkirche St. Marien

- Marienpark Hasenberg mit Skulpturen, Mosaiken, Brunnenanlagen und Kapelle von verschiedenen Künstlern[6]

### Tourismus

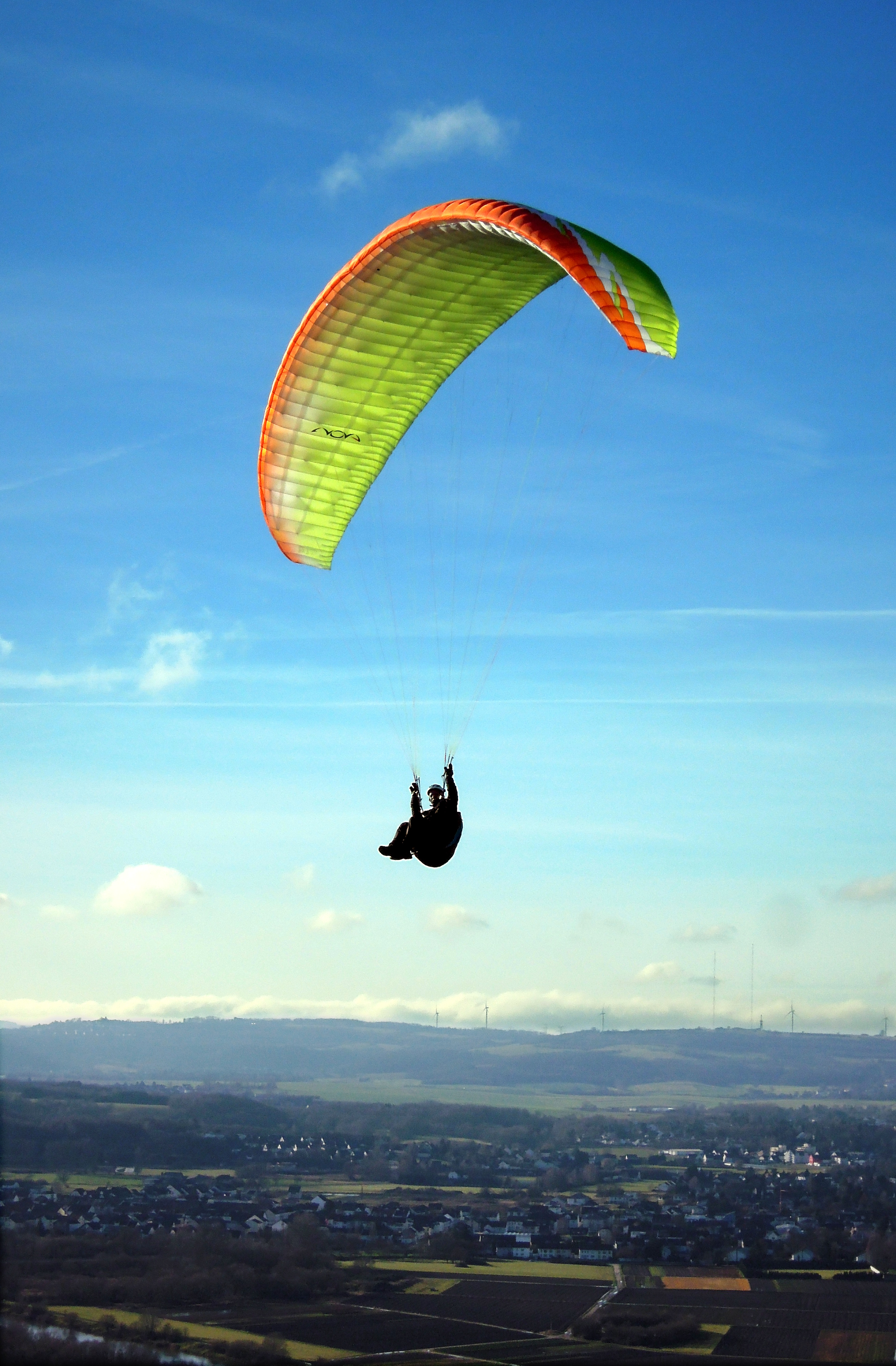
Gleitschirmflug von der Bergehalde

Die Ensdorfer Bergehalde ist ein ~ 100 m (~380 m ü. NN) Aussichtspunkt mit einem Wanderrundweg.
Mitte 2005 wurde an ihm das Kunstprojekt „Kunst auf der Halde“ verschiedener saarländischer Künstler ausgestellt. Im Jahr 2016 wurde auf der Bergehalde die Landmarke Saarpolygon errichtet, die an das Ende des saarländischen Bergbaus erinnern soll.

## Sport
Der bekannteste Verein des Ortes ist der Fußballclub (FC) Ensdorf. In den 1970er und 1980er Jahren erlebte der Fußballclub – zeitweise in der Oberliga Südwest – seine größten Erfolge. In der Saison 1973/74 spielte der FC Ensdorf sogar für eine Spielzeit in der Regionalliga Südwest, der damals zweithöchsten Spielklasse im deutschen Fußball.
Der Verein verfügt über einen Rasen- und Hartplatz. Das Freibad ist mit einer Fläche von 50 × 125 Metern (6.250 m²) eines der größten Deutschlands.

## Wirtschaft und Infrastruktur
Das Bergwerk Ensdorf war mit rund 4.000 Mitarbeitern eines der größten Deutschlands. Es förderte aus besonders günstig gelegenen Flözen etwa 3,5 Mio. Tonnen hochwertiger Kraftwerkskohle im Jahr. Seit 2005 verursachte der Kohleabbau jedoch immer wieder leichte bis mittelschwere Erdstöße, die zu wachsenden Protesten der betroffenen Bevölkerung führten. Am 23. Februar 2008 erfolgte ein Bergschlag der Stärke 4,0 auf der Richter-Skala, der zu beträchtlichen Schäden an der Oberfläche um Saarwellingen führte. Der Kohleabbau wurde daraufhin vorübergehend eingestellt; mit einer Wiederaufnahme der Förderung aus den ergiebigen Flözen in der Primsmulde ist nicht zu rechnen. Bis 2012 wurde in kleineren Flözen (Grangeleisen, Wahlschied) noch etwa ein Drittel des früheren Fördervolumens erbracht; das Kohlezeitalter im Saarrevier ging Mitte 2012 endgültig zu Ende.
In Ensdorf war der Bau eines Halbleiterwerkes nahe dem Kohlekraftwerk Ensdorf geplant. Dieses Vorhaben wurde aber 2024 gestoppt.

### Verkehr

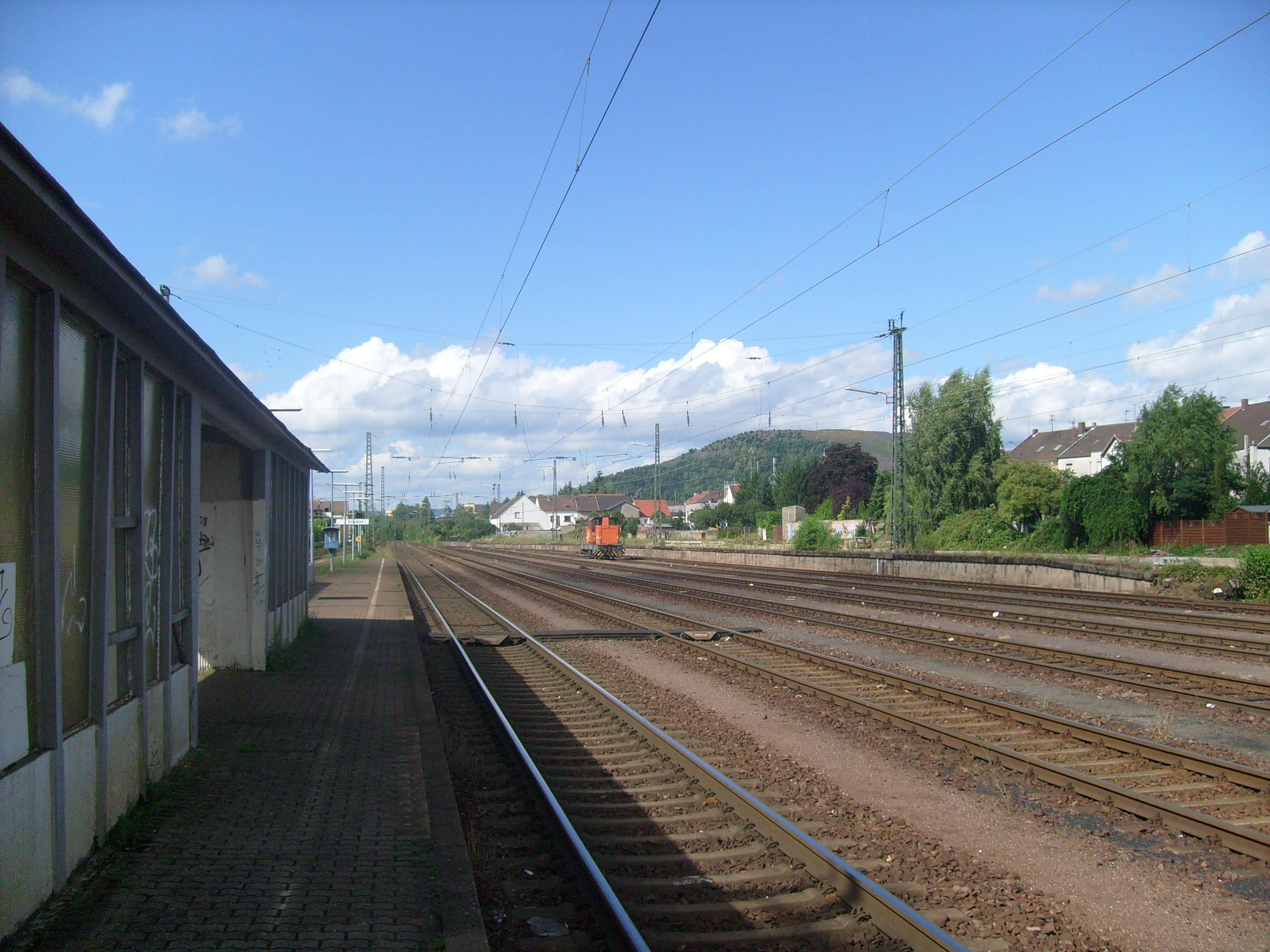
Haltepunkt Ensdorf (Saar), 2008

Der Haltepunkt Ensdorf (Saar) liegt an der Saarstrecke Saarbrücken–Trier. Zudem ist Ensdorf über die Bundesstraße 51 angebunden.

## Bildung

### Kindertageseinrichtungen
- Kindertagesstätte St. Marien Ensdorf[11]

### Grundschule
- Grundschule Ensdorf[12]

### Gemeinschaftsschule
- Johannes-Gutenberg-Schule Schwalbach[12]

## Persönlichkeiten
Söhne und Töchter der Gemeinde:
- Peter Altmaier (* 1958), Politiker (CDU), Bundesminister, MdB
- Marius Köhl (* 2001), Fußballspieler
- Herbert Martin (1925–2016), Fußballnationalspieler (Saarland) 1950–1956
- Alfons Maria Reinstadler (1906–1960), römisch-katholischer Geistlicher und Prior der Redemptoristen
- Fritz Specht (1890–1972), Mediziner, Hochschullehrer, Rektor der Universität Erlangen

## Trivia
Das Bergwerk von Ensdorf ist Schauplatz einer Begebenheit im Jahre 1944 in Stefan Heyms Roman „Kreuzfahrer von heute“, 4. Buch.